# Fino all'estasi
Fino all'estasi è un brano musicale del cantautore italiano Eros Ramazzotti, cantato in coppia con Nicole Scherzinger ed estratto come terzo singolo dall'album Noi.  Il brano è stato scritto dallo stesso Ramazzotti insieme a Saverio Grandi, Luca Chiaravalli, Anthony Preston e Carlo Rizioli.

## Il brano
Il brano è contenuto nel dodicesimo album di inediti di Eros Ramazzotti, Noi, è un duetto con Nicole Scherzinger, ex leader delle Pussycat Dolls. Fino all'estasi è entrato in rotazione radiofonica il 24 maggio 2013 mentre è stato reso disponibile in download digitale su iTunes a partire dal 12 giugno dello stesso anno.
Eros Ramazzotti, commentando il singolo Fino all'estasi, ha detto della collaborazione con la Scherzinger:
“Nicole e io ci conosciamo già da una vita precedente. Mi piace molto lavorare con lei, una bella esperienza. Ho fatto molti duetti con artiste femminili anglosassoni: Tina Turner, Cher, Anastacia, ora con Nicole. Il mix della mia voce con quella di queste grandi interpreti in lingua inglese ha sempre funzionato”
Anche Nicole spende delle bellissime parole nei riguardi del suo collega: 
“Eros ha una energia incredibile, è sempre piacevole stare con lui ed è una persona molto naturale e spontanea, non finge, ed è probabilmente questo il segreto del suo successo da oltre 50 milioni di dischi venduti. Mi ha anche dato lezioni di calcio!”

## Video musicale
Il video è stato reso disponibile in anteprima su Radio Monte Carlo Network il 10 giugno 2013.
Il videoclip, totalmente girato in bianco e nero, diretto da Robert Hales, è stato pubblicato il 12 giugno 2013 sul canale ufficiale di YouTube di Ramazzotti.
Su You Tube è arrivato a 39.000.000 visualizzazioni ed è tra i video italiani più famosi, ed è rimasto in classifica per ben 5 mesi.

## Tracce
Download digitale
1. Fino all'estasi (feat. Nicole Scherzinger) – 3:45 – (Eros Ramazzotti, Luca Chiaravalli, Anthony Preston, Carlo Rizoli, Saverio Grandi)

## Classifiche
| Classifica (2013) | Posizione raggiunta |
| ----------------- | ------------------- |
| Belgio (Fiandre)  | 61                  |
| Italia            | 20                  |
| Ungheria          | 36                  |

### Classifiche di fine anno
| Classifica (2013) | Posizione |
| ----------------- | --------- |
| Italia            | 72        |